# Radko Dimitrijev
Radko Dimitrijev, bolgarski general, * 1859, † 1918.